# Dobrușa, Telenești
Dobrușa este un sat din cadrul comunei Negureni în raionul Telenești, Republica Moldova. La recensământul populației din 2004 au fost înregistrate 29 de persoane, 12 bărbați și 17 femei. Componența etnică era următoarea: moldoveni - 23 persoane (79,3%) și ucraineni - 6 persoane (20,7%). La începutului anului 2013 în sat mai rămăsese un singur locuitor - Maria Peterman în vârstă de 70 ani.